# 呉屋大翔
呉屋 大翔（ごや ひろと、1994年1月2日 - ）は、兵庫県川西市出身のプロサッカー選手。Jリーグ・ジェフユナイテッド千葉所属。ポジションはフォワード。
サッカー選手の呉屋絵理子は妹。

## 来歴

### プロ入り前
5歳でサッカーを始める。小学生の時けやきフットボールクラブに入団。けやきFC時代に関西選抜に選ばれている。小学校卒業後ヴィッセル神戸ジュニアユースに入団、後に大学、大分トリニータでもチームメイトとなる小林成豪と共にプレーした。しかしヴィッセルではレギュラーに定着できずユース昇格を逃すと中学卒業後は千葉のサッカー強豪校である流通経済大柏高校に入学。同級生に中村慶太、田上大地らがいる。1、2年生では全く出場機会がなく3年次には出番こそあったものの先発に定着することはできなかった。
2012年に関西学院大学に入学すると共にサッカー部に入部した。同サッカー部監督の成山一郎の指導の下で1年次から主力として起用された。関西学生サッカーリーグでは2013年から2015年まで3年連続で得点王を獲得（2013年が19試合24得点、2014年が21試合27得点、2015年が21試合30得点）。
2015年には関西学生サッカーリーグ最優秀選手賞を受賞。チームも総理大臣杯、大学選手権、関西学生サッカーリーグ、関西選手権というその年の全タイトルを獲得する4冠を達成した。また、2015年夏季ユニバーシアードのサッカー日本代表にも選出され、大学No.1のフォワードと称された 2015年8月7日、2016年シーズンからのガンバ大阪入団が発表された。古巣の神戸など3クラブから獲得オファーを貰い最終的にG大阪を選んだ理由として、よりレベルが高い環境で自分を伸ばしたいと挙げている。

### ガンバ大阪
2016年3月6日、1stステージ第2節ヴァンフォーレ甲府戦に後半から途中出場し公式戦デビューを果たす。3月20日、J3第2節ではガンバ大阪U-23の一員として先発出場してJ3リーグ初得点を決めた。4月24日、1stステージ第8節のアビスパ福岡戦でJ1リーグ初先発。8月31日、ルヴァン杯・準々決勝第1戦のサンフレッチェ広島戦でトップチーム初得点。10月15日に行われたルヴァン杯・決勝の浦和レッズ戦では、後半から出場し、優勝の懸かったPK戦のキッカーにG大阪監督・長谷川健太から指名されるも失敗し、優勝を逃したものの、「気持ち」の部分を評価された。ルヴァン杯決勝直後の試合となった22日の2ndステージ第15節・横浜F・マリノス戦ではスタメンで起用され、その次の試合となった29日の2ndステージ第16節・アルビレックス新潟戦でJ1リーグ初得点を挙げた。
2017年、背番号が「13」番に変更された。7月8日、第18節の清水エスパルス戦でリーグ戦初先発を果たした。しかし、8月3日に左肩関節脱臼の怪我をし、チームを離脱。9月28日にチームに合流すると、10月22日、昨年のルヴァン杯でPKを外した以来の埼玉スタジアムとなった、第30節の浦和レッズ戦では終了間際に引き分けに持ち込む同点ゴールを決めた。

### 徳島ヴォルティス
2018年、徳島ヴォルティスに期限付き移籍で加入。3月17日、J2第4節のジェフユナイテッド千葉戦で移籍後初得点を決めたが、全治3ヶ月の右足関節前方インピンジメント症候群によりチームを離脱。結局第8節を最後に公式戦出場機会は無く1ゴールに終わった。

### V・ファーレン長崎
2019年はG大阪に一旦復帰していたが、V・ファーレン長崎監督の手倉森誠から直接声を掛けられたことで移籍を決断、同年3月22日に長崎への期限付き移籍が発表された。移籍から4試合目の4月14日、J2第9節・FC岐阜戦にて移籍後初ゴールを含む2得点を記録すると先発に定着し、更に5月11日の第13節・アルビレックス新潟戦から6月22日の第19節・モンテディオ山形戦においてJ2記録に並ぶ、7試合連続得点を記録した。これまでのキャリアで悩まされた大きな負傷も無くその後も得点を積み重ね、最終的に得点ランキング3位・日本人ではトップとなる22得点を挙げた。

### 柏レイソル
2020年、柏レイソルに完全移籍で加入。7月8日、J1第3節の横浜FC戦で移籍後初得点を決めた。同年リーグMVP及び得点王となったマイケル・オルンガの存在もあり、リーグ戦4得点にとどまったが貴重なFWの控えとして役目を果たした。
2021年は移籍したオルンガの後釜として監督のネルシーニョから期待を寄せられ、開幕戦先発メンバー入りを果たすなど序盤戦は出場機会を得た。J1第2節・湘南ベルマーレ戦および第11節・徳島ヴォルティス戦にて1試合2得点の活躍も見せたが、0-1で敗れた5月9日の第13節・アビスパ福岡戦を最後に先発機会は途絶え、リーグ戦20試合終了時点で先発機会は9試合であった。

### 大分トリニータ
2021年7月3日、大分トリニータへの完全移籍が発表された。

### ジェフユナイテッド千葉
2022年12月1日、ジェフユナイテッド千葉への完全移籍が発表された。

## 人物
2019年1月21日、2017年末に結婚していたことを報告した。

## 所属クラブ
- けやきFC
- 2006年 - 2008年 ヴィッセル神戸ジュニアユース
- 2009年 - 2011年 流通経済大学付属柏高等学校
- 2012年 - 2015年 関西学院大学
- 2016年 - 2019年  ガンバ大阪
  - 2018年  徳島ヴォルティス (期限付き移籍）
  - 2019年3月 - 同年12月  V・ファーレン長崎（期限付き移籍）
- 2020年 - 2021年7月  柏レイソル
- 2021年7月 - 2022年  大分トリニータ
- 2023年 -  ジェフユナイテッド千葉

## 個人成績
| 国内大会個人成績 | 国内大会個人成績 | 国内大会個人成績 | 国内大会個人成績 | 国内大会個人成績 | 国内大会個人成績 | 国内大会個人成績 | 国内大会個人成績 | 国内大会個人成績 | 国内大会個人成績 | 国内大会個人成績 | 国内大会個人成績 |
| 年度             | クラブ           | 背番号           | リーグ           | リーグ戦         | リーグ戦         | リーグ杯         | リーグ杯         | オープン杯       | オープン杯       | 期間通算         | 期間通算         |
| 年度             | クラブ           | 背番号           | リーグ           | 出場             | 得点             | 出場             | 得点             | 出場             | 得点             | 出場             | 得点             |
| 日本             | 日本             | 日本             | 日本             | リーグ戦         | リーグ戦         | リーグ杯         | リーグ杯         | 天皇杯           | 天皇杯           | 期間通算         | 期間通算         |
| ---------------- | ---------------- | ---------------- | ---------------- | ---------------- | ---------------- | ---------------- | ---------------- | ---------------- | ---------------- | ---------------- | ---------------- |
| 2012             | 関学大           | 29               | -                | -                | -                | -                | -                | 1                | 0                | 1                | 0                |
| 2013             | 関学大           | 13               | -                | -                | -                | -                | -                | 1                | 1                | 1                | 1                |
| 2014             | 関学大           | 13               | -                | -                | -                | -                | -                | 2                | 2                | 2                | 2                |
| 2015             | 関学大           | 13               | -                | -                | -                | -                | -                | 1                | 0                | 1                | 0                |
| 2016             | G大阪            | 23               | J1               | 14               | 1                | 4                | 1                | 1                | 0                | 19               | 2                |
| 2017             | G大阪            | 13               | J1               | 9                | 1                | 1                | 0                | 1                | 0                | 11               | 1                |
| 2018             | 徳島             | 13               | J2               | 7                | 1                | -                | -                | 0                | 0                | 7                | 1                |
| 2019             | G大阪            | 20               | J1               | 0                | 0                | 1                | 0                | -                | -                | 1                | 0                |
| 2019             | 長崎             | 33               | J2               | 36               | 22               | -                | -                | 2                | 0                | 38               | 22               |
| 2020             | 柏               | 19               | J1               | 20               | 4                | 3                | 2                | -                | -                | 23               | 6                |
| 2021             | 柏               | 19               | J1               | 12               | 4                | 5                | 1                | 1                | 0                | 18               | 5                |
| 2021             | 大分             | 33               | J1               | 14               | 2                | -                | -                | -                | -                | 14               | 2                |
| 2022             | 大分             | 33               | J2               | 35               | 7                | 1                | 1                | 2                | 1                | 38               | 9                |
| 2023             | 千葉             | 9                | J2               | 35               | 5                | -                | -                | 0                | 0                | 35               | 5                |
| 2024             | 千葉             | 9                | J2               | 17               | 2                | 1                | 0                | 4                | 1                | 22               | 3                |
| 2025             | 千葉             | 9                | J2               |                  |                  |                  |                  |                  |                  |                  |                  |
| 通算             | 日本             | 日本             | J1               | 69               | 12               | 14               | 4                | 3                | 0                | 86               | 16               |
| 通算             | 日本             | 日本             | J2               | 130              | 37               | 2                | 1                | 8                | 2                | 140              | 40               |
| 通算             | 日本             | 日本             | 他               | -                | -                | -                | -                | 5                | 3                | 5                | 3                |
| 総通算           | 総通算           | 総通算           | 総通算           | 199              | 49               | 16               | 5                | 16               | 5                | 231              | 59               |

| 2016   | G大23  | 23     | J3     | 11 | 7 | 11 | 7 |
| 2017   | G大23  | 13     | J3     | 2  | 0 | 2  | 0 |
| 通算   | 日本   | 日本   | J3     | 13 | 7 | 13 | 7 |
| 総通算 | 総通算 | 総通算 | 総通算 | 13 | 7 | 13 | 7 |

その他の公式戦
- 2023年
  - J1昇格プレーオフ 1試合0得点

| 国際大会個人成績 | 国際大会個人成績 | 国際大会個人成績 | 国際大会個人成績 | 国際大会個人成績 |
| 年度             | クラブ           | 背番号           | 出場             | 得点             |
| AFC              | AFC              | AFC              | ACL              | ACL              |
| ---------------- | ---------------- | ---------------- | ---------------- | ---------------- |
| 2016             | G大阪            | 23               | 1                | 0                |
| 2017             | G大阪            | 13               | 0                | 0                |
| 通算             | AFC              | AFC              | 1                | 0                |

- Jリーグ初出場 - 2016年3月6日 J1.1st第2節 vsヴァンフォーレ甲府（山梨中銀スタジアム）
- Jリーグ初得点 - 2016年3月20日 J3第2節 vsグルージャ盛岡（市立吹田サッカースタジアム）

## タイトル

### クラブ
関西学院大学
- 総理大臣杯全日本大学サッカートーナメント：1回（2015年）
- 全日本大学サッカー選手権大会：1回（2015年）
- 関西学生サッカーリーグ1部：1回（2015年）
- 関西学生サッカー選手権大会：1回（2015年）
- 兵庫県サッカー選手権大会：4回（2012年、2013年、2014年、2015年）

### 個人
- 関西学生サッカーリーグ最優秀選手賞：1回（2015年）
- 関西学生サッカーリーグ1部得点王：3回（2013年 - 2015年）
- 全日本大学サッカー選手権大会ベストFW：1回（2014年）

## 代表・選抜歴
- 全日本大学選抜
  - デンソーカップサッカー（2015年）
- ユニバーシアード日本代表
  - 2015年夏季ユニバーシアード（2015年）

## 文献
1. 1 2 3 4  『関西学院大学 FW呉屋選手 2016シーズン新加入選手として仮契約』（プレスリリース）ガンバ大阪、2015年8月7日。2015年11月23日閲覧。
2. 1 2 3  “サッカー天皇杯 呉屋（関学大）打倒J2岐阜に闘志 30日初戦”. 神戸新聞. (2015年8月29日) 2015年11月23日閲覧。{{cite news}}:  CS1メンテナンス: 先頭の0を省略したymd形式の日付 (カテゴリ)
3. 1 2  https://www.jleague.jp/sp/player/1503479/#attack
4. 1 2  “【G大阪】関学大・FW呉屋に獲得オファー！神戸も獲得狙う”. スポーツ報知. (2015年6月18日) 2015年11月23日閲覧。{{cite news}}:  CS1メンテナンス: 先頭の0を省略したymd形式の日付 (カテゴリ)
5. 1 2 3 4  尾藤央一 (2016年1月28日). “プロの世界で飛躍期す サッカーJ1 ガンバ大阪入団 川西市出身 呉屋大翔さん”. 神戸新聞 (兵庫県):  p. 25 {{cite news}}: |date=の日付が不正です。 (説明)⚠
6. ↑  “関西学生サッカーで得点王　呉屋大翔さん”. 朝日新聞. (2015年11月25日) 2016年2月19日閲覧。{{cite news}}:  CS1メンテナンス: 先頭の0を省略したymd形式の日付 (カテゴリ)
7. ↑  “サッカー部がインカレで初優勝！全タイトル制覇で4冠達成”. 関西学院大学. (2015年12月20日) 2016年2月19日閲覧。{{cite news}}:  CS1メンテナンス: 先頭の0を省略したymd形式の日付 (カテゴリ)
8. ↑  “G大阪加入を決めた大学ナンバーワンFW呉屋大翔、目標は「Jリーグで得点王」”. soccer king. (2016年1月23日) 2016年2月19日閲覧。{{cite news}}:  CS1メンテナンス: 先頭の0を省略したymd形式の日付 (カテゴリ)
9. ↑  【Ｇ大阪】新人FW呉屋、トップチーム初得点は値千金のアウェー同点弾 スポーツ報知（2016年9月10日）2016年9月10日閲覧。
10. ↑  突然指名でＰＫ失敗　ガ大阪・呉屋 毎日新聞 2016年10月15日閲覧
11. ↑  ルヴァン杯決勝でPK失敗の呉屋大翔、直後の試合で先発起用。指揮官の「メッセージ」 フットボールチャンネル 2016年10月27日
12. ↑  遠藤100ゴールに呉屋がJ1初ゴール!!G大阪がホームで快勝 ゲキサカ（2016年10月29日）2016年10月29日閲覧。
13. ↑  ガンバ大阪FW呉屋大翔が左肩脱臼で離脱…今季リーグ戦4試合に出場 ゲキサカ（2017年8月4日）
14. ↑  Ｇ大阪呉屋がチーム合流　負傷の左肩「不安はない」 日刊スポーツ 2017年9月27日
15. ↑  Ｇ大阪意地のドロー　呉屋悔しさ晴らす同点ゴール 日刊スポーツ 2017年10月23日
16. ↑  後半に6点生まれる乱打戦…浦和が常に先行も、G大阪が劇的AT弾でドロー決着 ゲキサカ（2017年10月22日）2017年10月22日閲覧。
17. ↑  G大阪のFW呉屋大翔が徳島に期限付き移籍「死に物狂いで頑張ります」 サッカーキング（2017年12月28日）
18. ↑  徳島が呉屋初弾など4発!千葉はまたも早い時間に退場者…大敗で開幕4戦未勝利 ゲキサカ（2018年3月17日）
19. ↑  “徳島FW呉屋大翔が全治3か月、MF井澤春輝が全治4か月の負傷”.   ゲキサカ (2018年5月8日). 2021年7月6日閲覧。
20. 1 2  “「3年連続得点王なんだから」…“覚醒”間近!! 長崎FW呉屋大翔が4戦連発!!”.   ゲキサカ (2019年6月2日). 2021年7月6日閲覧。
21. ↑  呉屋　大翔選手　期限付き移籍加入のお知らせ V・ファーレン長崎（2019年3月22日）
22. ↑  “華麗に舞った“バットマン”呉屋大翔、J2記録に並ぶ7試合連続ゴール!!”.   ゲキサカ (2019年6月22日). 2021年7月6日閲覧。
23. ↑  “J1再挑戦に呉屋大翔「今が精神的にも技術的にも一番安定している」”.   ゲキサカ (2020年1月14日). 2021年7月6日閲覧。
24. ↑  呉屋 大翔選手 移籍加入合意のお知らせ柏レイソル（2019年12月27日）2019年12月27日閲覧。
25. ↑  “埋めようがない大きな穴を抱えたレイソルの憂鬱。オルンガの代わりは…（2ページ目）”.  Sportiva (2021年3月7日). 2021年7月3日閲覧。
26. 1 2  “今季初勝利に導く2発! 柏FW呉屋にネルシーニョ監督も期待寄せる「非常に重要な選手」”.   ゲキサカ (2021年3月6日). 2021年7月6日閲覧。
27. ↑  “呉屋2発に江坂、椎橋、仲間…柏攻撃陣が爆発!! 今季最多5ゴールで徳島下して3連勝”.   ゲキサカ (2021年4月24日). 2021年7月6日閲覧。
28. ↑  “J1柏FW呉屋大翔が大分に完全移籍「良い選択だと思って決断」”.  デイリースポーツ (2021年7月3日). 2021年7月3日閲覧。
29. ↑  『呉屋 大翔選手 柏レイソルより完全移籍加入のお知らせ』（プレスリリース）大分トリニータ、2021年7月3日。2021年7月3日閲覧。
30. ↑  『呉屋大翔選手の加入について』（プレスリリース）ジェフユナイテッド千葉、2022年12月1日。2022年12月1日閲覧。
31. ↑  “G大阪FW呉屋が入籍「バタバタしていて報告が遅くなりました」”.  ゲキサカ (2019年1月21日). 2019年4月8日閲覧。